# سورتان-اوزیاک
سورتان-اوزیاک (انگلیسی: Surtan-Uzyak) یک شهرک در شهرستان زیلایرسکی استان باشقیرستان کشور روسیه است.